# Euroschinus jaffrei
Euroschinus jaffrei là một loài thực vật thuộc họ Anacardiaceae. Đây là loài đặc hữu của New Caledonia.